# Liste der Baudenkmale in Stavern
In der Liste der Baudenkmale in Stavern sind alle Baudenkmale der niedersächsischen Gemeinde Stavern aufgelistet. Die Quelle der Baudenkmale ist der Denkmalatlas Niedersachsen. Der Stand der Liste ist der 25. Mai 2021.

## Allgemein
In den Spalten befinden sich folgende Informationen:
- Lage: die Adresse des Baudenkmales und die geographischen Koordinaten. Kartenansicht, um Koordinaten zu setzen. In der Kartenansicht sind Baudenkmale ohne Koordinaten mit einem roten Marker dargestellt und können in der Karte gesetzt werden. Baudenkmale ohne Bild sind mit einem blauen Marker gekennzeichnet, Baudenkmale mit Bild mit einem grünen Marker.
- Bezeichnung: Bezeichnung des Baudenkmales
- Beschreibung: die Beschreibung des Baudenkmales. Unter § 3 Abs. 2 NDSchG werden Einzeldenkmale und unter § 3 Abs. 3 NDSchG Gruppen baulicher Anlagen und deren Bestandteile ausgewiesen.
- ID: die Objekt-ID des Baudenkmales
- Bild: ein Bild des Baudenkmales, ggf. zusätzlich mit einem Link zu weiteren Fotos des Baudenkmals im Medienarchiv Wikimedia Commons. Wenn man auf das Kamerasymbol klickt, können Fotos zu Baudenkmalen aus dieser Liste hochgeladen werden:

## Stavern

### Gruppe: Großstavern, Hof-Ensemble
Die Gruppe „Großstavern, Hof-Ensemble“ hat die ID 35900311.

| Lage                                  | Bezeichnung              | Beschreibung | ID       | Bild |
| ------------------------------------- | ------------------------ | ------------ | -------- | ---- |
| Holtberg 4 52° 48′ 0″ N, 7° 26′ 21″ O | Wohn-/Wirtschaftsgebäude |              | 35944699 | BW   |
| Holtberg 4 52° 48′ 0″ N, 7° 26′ 21″ O | Parallelfirstanbau       |              | 35944927 | BW   |
| Holtberg 4 52° 48′ 0″ N, 7° 26′ 19″ O | Remise                   |              | 35944730 | BW   |
| Holtberg 4 52° 48′ 1″ N, 7° 26′ 18″ O | Remise                   |              | 35944816 | BW   |
| Holtberg 6 52° 48′ 1″ N, 7° 26′ 21″ O | Nebengebäude             |              | 35944789 | BW   |
| Holtberg 6 52° 48′ 1″ N, 7° 26′ 21″ O | Wohn-/Wirtschaftsgebäude |              | 35944760 | BW   |
| Holtberg 6 52° 48′ 1″ N, 7° 26′ 22″ O | Stallgebäude             |              | 35944845 | BW   |

### Gruppe: Wassermühle Bruneforth
Die Gruppe „Wassermühle Bruneforth“ hat die ID 35899524.

| Lage                                   | Bezeichnung  | Beschreibung | ID       | Bild |
| -------------------------------------- | ------------ | ------------ | -------- | ---- |
| Bruneforth 52° 47′ 0″ N, 7° 26′ 25″ O  | Mühle        |              | 35943995 | BW   |
| Bruneforth 52° 47′ 0″ N, 7° 26′ 26″ O  | Anbau        |              | 35945169 | BW   |
| Bruneforth 52° 47′ 0″ N, 7° 26′ 27″ O  | Nebengebäude |              | 35944026 | BW   |
| Bruneforth 52° 47′ 0″ N, 7° 26′ 27″ O  | Teich        |              | 35944054 | BW   |
| Bruneforth 52° 46′ 57″ N, 7° 26′ 28″ O | Zulauf       |              | 35944899 | BW   |

### Gruppe: Gut Sprakelerwald
Die Gruppe „Gut Sprakelerwald“ hat die ID 35899364.

| Lage                                      | Bezeichnung            | Beschreibung                      | ID       | Bild |
| ----------------------------------------- | ---------------------- | --------------------------------- | -------- | ---- |
| Gut Sprakel 1 52° 49′ 49″ N, 7° 28′ 4″ O  | Wirtschaftsgebäude     | Gut Sprakelerwald (Schweinestall) | 35944200 | BW   |
| Gut Sprakel 1 52° 49′ 49″ N, 7° 28′ 7″ O  | Silo                   |                                   | 35944320 | BW   |
| Gut Sprakel 1 52° 49′ 50″ N, 7° 28′ 7″ O  | Brunnenhaus            |                                   | 35944290 | BW   |
| Gut Sprakel 1 52° 49′ 47″ N, 7° 28′ 3″ O  | Remise                 |                                   | 35944170 | BW   |
| Gut Sprakel 1 52° 49′ 48″ N, 7° 28′ 7″ O  | Wirtschaftsgebäude     | Kuhstall                          | 35944230 | BW   |
| Gut Sprakel 52° 49′ 48″ N, 7° 28′ 8″ O    | Wirtschaftsgebäude     | Kuhstall                          | 35944260 | BW   |
| Gut Sprakel 1 52° 49′ 46″ N, 7° 28′ 5″ O  | Wohnhaus               | Arbeiterhaus                      | 35944140 | BW   |
| Gut Sprakel 52° 49′ 47″ N, 7° 28′ 7″ O    | Wohnhaus               | Verwalterhaus                     | 35944110 | BW   |
| Gut Sprakel 3 52° 49′ 45″ N, 7° 28′ 8″ O  | Wohnhaus               |                                   | 35944408 | BW   |
| Gut Sprakel 52° 49′ 45″ N, 7° 28′ 9″ O    | Grünfläche, Wegeraster |                                   | 35945005 | BW   |
| Gut Sprakel 4 52° 49′ 45″ N, 7° 28′ 9″ O  | Wohnhaus               |                                   | 35944440 | BW   |
| Gut Sprakel 5 52° 49′ 44″ N, 7° 28′ 9″ O  | Wohnhaus               |                                   | 35944472 | BW   |
| Gut Sprakel 5 52° 49′ 44″ N, 7° 28′ 10″ O | Grünfläche, Wegeraster |                                   | 35945033 | BW   |
| Gut Sprakel 6 52° 49′ 43″ N, 7° 28′ 9″ O  | Wohnhaus               |                                   | 35944504 | BW   |
| Gut Sprakel 6 52° 49′ 44″ N, 7° 28′ 10″ O | Grünfläche, Wegeraster |                                   | 35945061 | BW   |
| Gut Sprakel 7 52° 49′ 42″ N, 7° 28′ 9″ O  | Wohnhaus               |                                   | 35943967 | BW   |
| Gut Sprakel 8 52° 49′ 43″ N, 7° 28′ 7″ O  | Wohnhaus               |                                   | 35944567 | BW   |
| Gut Sprakel 9 52° 49′ 43″ N, 7° 28′ 7″ O  | Wohnhaus               |                                   | 35944608 | BW   |
| Gut Sprakel 10 52° 49′ 44″ N, 7° 28′ 6″ O | Wohnhaus               |                                   | 35944639 | BW   |
| Gut Sprakel 11 52° 49′ 45″ N, 7° 28′ 6″ O | Wohnhaus               |                                   | 35944536 | BW   |
| Gut Sprakel 4 52° 49′ 45″ N, 7° 28′ 7″ O  | Grünfläche, Wegeraster |                                   | 35945089 | BW   |

### Einzelbaudenkmale
| Lage                                   | Bezeichnung    | Beschreibung               | ID       | Bild |
| -------------------------------------- | -------------- | -------------------------- | -------- | ---- |
| Schulstraße 52° 47′ 51″ N, 7° 26′ 1″ O | Kirche         | Kirche St. Michael Stavern | 35944081 | BW   |
| Schulstraße 52° 47′ 51″ N, 7° 26′ 1″ O | Kruzifix       |                            | 35944980 | BW   |
| Schulstraße 52° 47′ 50″ N, 7° 26′ 1″ O | Kriegerdenkmal |                            | 35945117 | BW   |
| Sprakel 32 52° 49′ 29″ N, 7° 25′ 44″ O | Forsthaus      |                            | 35944670 | BW   |